# Diaphanoptera afghanica
Diaphanoptera afghanica är en nejlikväxtart som beskrevs av D. Podlech. Diaphanoptera afghanica ingår i släktet Diaphanoptera och familjen nejlikväxter. Inga underarter finns listade i Catalogue of Life.